# Yuping
Yuping (en chino, 玉屏; pinyin, Yùpíng; transcripción antigua, Yü-p'ing) es un condado autónomo bajo la administración directa de la Prefectura Tong'ren en la Provincia de Guizhou, República Popular China.  Su área es de 523 km² y su población total para 2010 superó los 118 mil habitantes.

## Toponimia
El nombre Yuping es un acrónimo de la frase local "el agua del río es tan clara como el jade y los picos que cruzan el río se elevan como barrera", Yu (玉 'jade') y Ping (屏 'barrera').
Como las otras regiones autónomas, se caracteriza por estar asociada a un grupo étnico minoritario, en este caso, los dong. La región recibió la condición de "autónomo" cuando se estableció el "condado autónomo dong de Yuping" el 7 de noviembre de 1984.

## Administración
Desde julio de 2020, el  condado Yuping se divide en 8 pueblos que se administran en 4 subdistritos,   3 poblados y 1 villa. 